# شرکت بروج
شرکت بروج (انگلیسی: Borouge) شرکت پتروشیمی اماراتی است، که در سال ۱۹۹۸ تأسیس شد.